# 森園忠
森園 忠（もりぞの ちゅう、1921年 - 1983年2月19日）は、日本の映画監督。本名は小鷹 忠（こだか ただし）。中国大連市出身。

## 経歴
明治大学文学部を卒業と同時に大映に入社。その後、松竹→民芸映画社を経てフリーとなる。社会派の作品で知られた。
1983年2月19日午前10時25分に脳内出血で代々木病院で死去（享年61歳）。

## 受賞歴
- 1956年 - 教育映画コンクール金賞。